# 1033
سنة 1033 كانت سنة بسيطة تبدأ يوم الإثنين (الرابط يظهر نموذج التقويم الكامل للسنة) من التقويم اليولياني.

## مواليد
- أنسلم كانتربري.
- أوراكا من زامورا.

## وفيات
- أبو الحسن الخرقاني
- ابن الذهبي (طبيب)
- لاندولف الخامس من بينيفينتو